# Celso Borges
Celso Borges Mora [Selso Borches Mora] (* 27. května 1988, San José, Kostarika) je kostarický fotbalový útočník a reprezentant, který hraje za švédský klub AIK Stockholm. Účastník Mistrovství světa 2014 v Brazílii.
Jeho otcem je Alexandre Guimarães, v Brazílii narozený kostarický fotbalista a trenér.

## Klubová kariéra
Borges začínal v profesionálním fotbale v lednu 2006 (ve věku 16 let) v kostarickém celku Deportivo Saprissa, s nímž posbíral několik ligových trofejí. V lednu 2009 podepsal smlouvu s norským týmem Fredrikstad FK.
V lednu 2012 přestoupil jako volný hráč do švédského klubu AIK Stockholm, kde podepsal kontrakt do léta 2015.

## Reprezentační kariéra
Celso Borges reprezentoval Kostariku v mládežnických výběrech U17 a U20. Zúčastnil se Mistrovství světa hráčů do 17 let 2005 v Peru, kde mladí Kostaričané vypadli ve čtvrtfinále s Mexikem po porážce 1:3 po prodloužení.
Hrál i na Mistrovství světa hráčů do 20 let 2007 v Kanadě, kde Kostarika nepostoupila ze základní skupiny F.
V národním A-týmu Kostariky debutoval v roce 2008.
Kolumbijský trenér Kostariky Jorge Luis Pinto jej vzal na Mistrovství světa 2014 v Brazílii. Kostarika se v těžké základní skupině D s favorizovanými celky Uruguaye (výhra 3:1), Itálie (výhra 1:0) a Anglie (remíza 0:0) kvalifikovala se sedmi body z prvního místa do osmifinále proti Řecku. V něm Kostaričané vyhráli až v penaltovém rozstřelu poměrem 5:3 a poprvé v historii postoupili do čtvrtfinále MS, Borges proměnil v rozstřelu penaltu. Ve čtvrtfinále s Nizozemskem (0:0, 3:4 na penalty) došlo opět na penaltový rozstřel, v něm Borges svůj pokus znovu proměnil. Kostarika byla ale vyřazena, i tak dosáhla postupem do čtvrtfinále svého historického maxima.